# 王树艺
王树艺（1916年或1917年—1999年），男，贵州毕节人，中国版画家，曾任中国美术家协会理事，贵州省文学艺术界联合会副主席。